# Vanilla Ice
Robert Matthew Van Winkle (født 31. oktober 1967 i Dallas, Texas) er en amerikansk rapper med kunstnernavnet Vanilla Ice.

## Diskografi
- To the Extreme (1990)
- Mind Blowin' (1994)
- Hard to Swallow (1998)
- Bi-Polar (2001)
- Platinum Underground (2005)
- W.T.F. (Wisdom, Tenacity and Focus) (2011)

## Filmografi

### Film
| År   | Titel                                                   | Rolle                       | Noter |
| ---- | ------------------------------------------------------- | --------------------------- | ----- |
| 1991 | Teenage Mutant Ninja Turtles II: The Secret of the Ooze | Sig selv                    |       |
| 1991 | Cool as Ice                                             | John 'Johnny' Van Owen      |       |
| 2000 | Da Hip Hop Witch                                        | Sig selv                    |       |
| 2002 | The New Guy                                             | Music Store Employee        |       |
| 2005 | The Helix...Loaded                                      | Theo                        |       |
| 2007 | The Bros.                                               | Sig selv                    |       |
| 2010 | Big Money Rustlas                                       | Heckler #3                  |       |
| 2012 | That's My Boy                                           | Sig selv                    |       |
| 2015 | The Ridiculous 6                                        | Mark Twain                  |       |
| 2017 | Sandy Wexler                                            | Sig selv                    |       |
| 2020 | The Wrong Missy                                         | Sig selv                    |       |
| 2022 | Booking Sounds                                          | Fortæller (stemme)          |       |
| 2023 | Seaper Powers: Mystery of the Blue Pearls               | Steve the Starfish (stemme) |       |
| TBD  | Zombie Plane                                            | Sig selv                    |       |

### Television
| År      | Titel                   | Rolle         | Noter                 |
| ------- | ----------------------- | ------------- | --------------------- |
| 2010–19 | The Vanilla Ice Project | Sig selv/vært | Primær vært           |
| 2013–15 | Vanilla Ice Goes Amish  | Sig selv/vært | Primær vært           |
| 2016    | Brother Vs. Brother     | Sig selv      | Kendisdommer, sæson 4 |
| 2016    | Dancing with the Stars  | Sig selv      | Deltager i sæson 23   |